# ترقيد

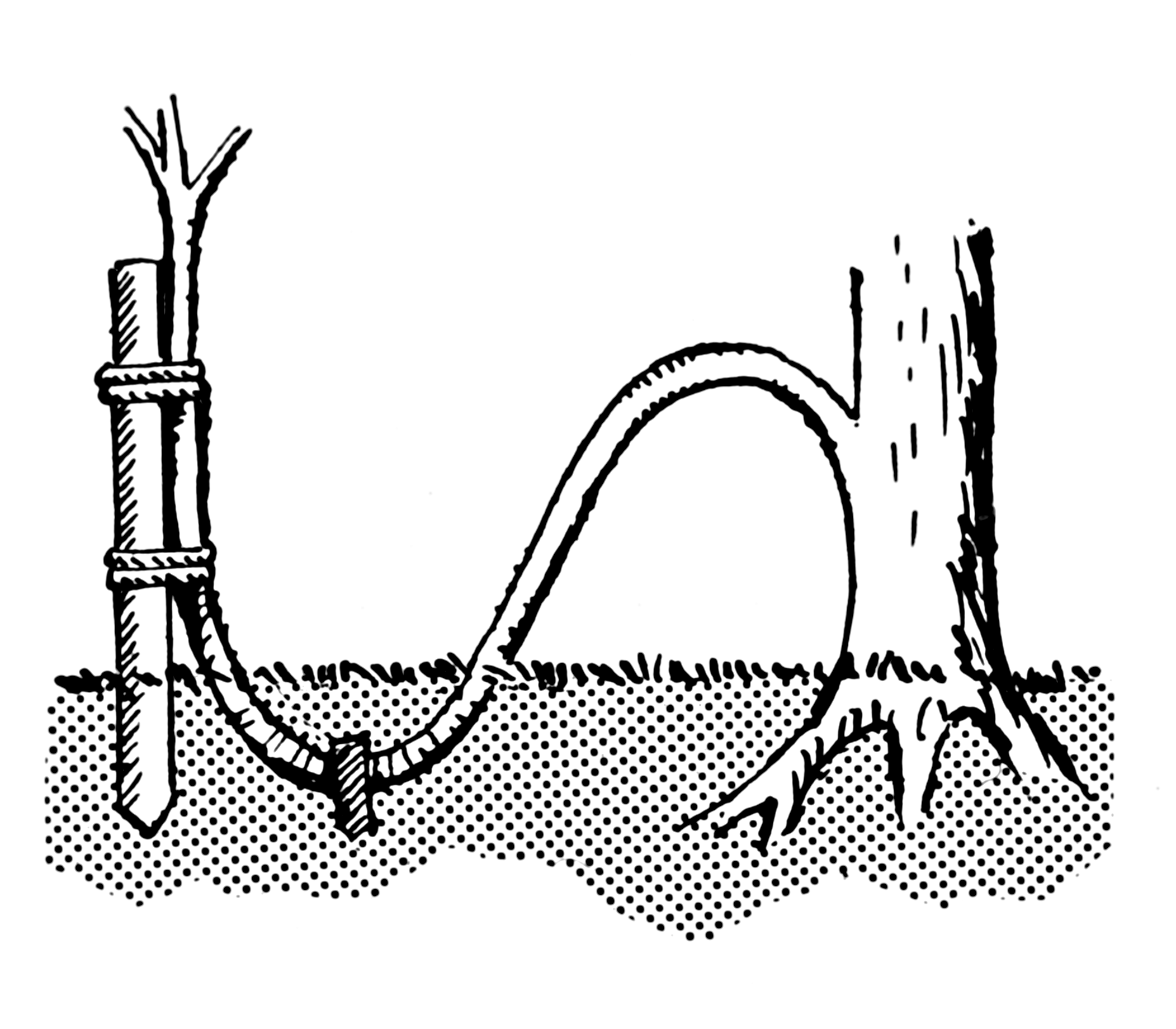
الترقيد

العَكس أو الترقيد (مع التجوّز) أو التدريخ (بالعامية الشامية) أو التغطيس أو التنكيس (كلاهما حسب ابن العوام) هي إحدى طرائق الإكثار الخضري للنباتات تجري بهدف الحصول على نباتات طويلة خلال وقت قصير. والرَّقِيدة الغصن الذي يُعكَس ويُرَقَّد. ينفذ الترقيد في الربيع ويكون للنبات قدرة أكبر على التجذير مقارنة مع الطرائق الأخرى.
ويكون الترقيد بأخذ أحد الفروع القريبة من التربة ويدخل داخل الأرض بجزء منه ويطمر بالتراب ويترك نهاية الفرع خارج التربة، ويمكن ترقيد الأغصان المرتفعة عن التربة بإدخالها ضمن مستوعب مثقوب من الأسفل وربطه بأداة ما إلى دعامة أو جذع الأم وتعبئته بالترف والرمل والمحافظة عليه رطبا فيعطي جذورا ويمكن فصله عن الأم وزراعته بعد تقليل حجم المجموع الخضري له تسمح هذه الطريقة في إكثار كل من الكرمة العذراء، اللبلاب، الجهنمية، الياسمين.
يُسمَّى رَقِيد.

## أنواع الترقيد
ومن أنواع الترقيد المتعددة:
- الترقيد الأرضي: ينزل فرع من أفرع النبات على الأرض ويُدفن جزء منه في التربة بعمق 5-10 سم بعد عمل قطع في الجانب السفلي من هذا الجزء المدفون، وعلى أن يُروى من آن لآخر ويُخرِج جذورًا تُفصل من الأم تدريجياً، يستغرق تكون النبات الجديد من 3-6 أشهر. يُجدي هذا النوع من التكاثر مع المتسلقات والياسمين بأنواعه.
- الترقيد القمعي: ويُستخدم مع النباتات التي له فروع قريبة من سطح الأرض بالاستعانة بأقماع من الزنك ذات مفصلات لفتحها أو غلقها، حيث ترقد الأفرع في القمع بعد عمل قطع فيها مثل الترقيد الأرضي. ثم يُملأ القمع بالتربة التي تُروى من حين لآخر، وقد يُستعاض عن القمع بأصص مشقوقة إلى نصفين بوضع الفرع بين هذين الشقين ثم يغلقا بعد ملئه بالتربة وريها ثم ربط الشقين برباط.
- الترقيد الثعباني: تدفن أجزاء من الساق المراد ترقيدها بالتربة عند أماكن عديدة بالتبادل مع أماكن أخرى غير مغطاة من الساق.
- الترقيد المستمر: دفن الفرع بأكمله في التربة لعمق 10 سم على أن يُترك الطرف فقط ظاهراً فوق سطح التربة.
- الترقيد الهوائي:[7] تتبع هذه الطريقة في النباتات التي تحمل أفرعها بعيداً عن التربة ولا يمكن توصيلها لها، حيث يقع الاختيار على الأفرع الصغيرة التي ليس بها أوراق بعمل قطع رأسي ثم يُغطى القطع أو (الجرح) بواسطة مادة منشطة للنمو وتُغطى بطبقة من (Sphagnum moss) تغطية كاملة (وهو نوع من أنواع الطحالب التي تُستخدم كتربة معدلة.